# Smosh
Smosh (с англ. — «Смош») — комедийный дуэт, получивший известность на портале YouTube и основанный Дэниэлом Энтони Падиллой (Daniel Anthony Padilla, род. 16 сентября 1987) и Иэном Эндрю Хикоксом (Ian Andrew Hecox, род. 30 ноября 1987).
В 2002 году Энтони Падилла открыл свой веб-сайт — smosh.com. Позже к нему присоединился его друг Иэн Хикокс. Осенью 2005 года они начали выкладывать видеоролики на YouTube, и вскоре их канал стал одним из самых популярных на сайте, набрав 5 миллионов подписчиков к июлю 2012 года. И к январю 2013 года стали первыми по количеству подписчиков на YouTube, обогнав Рэя Уильяма Джонсона. 15 августа 2013 года они уступили первенство шведскому геймеру Пьюдипаю. На данный момент на их канале на YouTube более 25 млн подписчиков.
На данный момент на YouTube существует шесть каналов, связанных со Smosh, но активны из них только четыре. Основной канал, «Smosh», где Иэн и Энтони размещают свои пародии и другие видео, обновляется каждую пятницу, а в воскресенье выходят «Behind the Scenes with Smosh». На «Smosh Games» появляются видео по играм. На канале «IanH» дуэт выкладывает сторонние серии «Ian is Bored» и «Lunchtime with Smosh» по понедельникам, в то время как их приглашенная коллега Мари делает «Smosh Pit Weekly» по субботам. На канал «ElSmosh» выкладываются эпизоды с испанским дубляжом, старые по средам и новые по воскресеньям. «Shut Up! Cartoons» — канал, показывающий анимационные ролики разных авторов, обновляется в разные дни недели. На «AskCharlie», активном с мая 2010 года по декабрь 2011 года, размещен сериал «Спроси Чарли», в котором антропоморфная морская свинка по имени Чарли отвечает на вопросы зрителей. «AnthonyPadilla» содержит видеоблог Энтони и обновляется крайне редко. 26 мая 2013 года на основном канале стало более 10 млн подписчиков. 11 ноября 2014 года был присоединен канал «Smosh France», где выкладываются ролики с французскими субтитрами.

## История

### Формирование и Pokémon Theme Music Video: 2002—2005
Энтони и Иэн познакомились в шестом классе на уроке естествознания. Они подружились, и быстро обнаружили, что их связывает талант к комедии. Проект «Smosh» начался, когда Энтони Падилла открыл в 2002 году веб-сайт, smosh.com, и выложил там несколько флеш-роликов. Позже к нему присоединился Иэн. В 2005 году они открыли свой канал на YouTube, где разместили несколько совместных видео, на которых перепевали саундтреки из Mortal Kombat, Power Rangers, и Teenage Mutant Ninja Turtles.
Одним из первых видео Smosh было «Pokemon Theme Music Video», выпущенное в ноябре 2005 года. Как и предыдущие их видео, это было пение под фонограмму английской открывающей темы к аниме «Покемон». Тем не менее, видео мгновенно стало популярнее чем все их предыдущие ролики, получив 24 700 000 просмотров, и став самым популярным видео на YouTube на то время. Ролик удерживал этот титул в течение шести месяцев, но был удален после того, как сайт получил уведомление от Shogakukan Productions, Ltd, утверждавшее, что это видео нарушает авторские права.
Успех их видео привел Smosh к представлению в выпуске «Person of the Year: You» в журнале Time, опубликованом 13 декабря 2006 года, и на Time.com. Это вдохновило их расширить репертуар видео и начать делать небольшие пародии и скетчи. В марте 2007 года пользователь под ником Andii2000 повторно загрузил оригинальное видео Pokemon, по состоянию на июль 2012 года оно имеет более 14,1 млн просмотров. Из-за постоянного успеха канала и партнерства Smosh с YouTube, они воссоздали видео в ноябре 2010 года, на этот раз изменив слова, чтобы не иметь дальнейших проблем с копирайтом.

### Успех на YouTube: 2006-настоящее время
В течение следующих нескольких лет Smosh стали разнообразнее. Они начали делать короткие пародии на YouTube, такие как «Food Battle» и «That Damn Neighbor». Smosh продолжает расти в популярности и на данный момент являются одним из самых посещаемых каналов на YouTube. В 2009 году Smosh подготовили массовый редизайн Smosh.com, добавив раздел игр. В январе 2010 года Smosh запустили блог «Smosh Pit», состоящий из поп-культурных мелочей и комедийных сценариев. В начале 2010 года Smosh создали «iShut Up App» для мобильных телефонов Android в рамках спонсорства Google, ставший позже приложением для ITunes. В мае 2012 года Smosh запустили шоу Krogzilla под режиссурой Кори Эдвардса, который также был автором «Правдивой истории Красной Шапки» с Джоном О`Харли в главной роли. В 2012 году Smosh были приглашены в качестве гостей на шоу «Ask A Naked Guy». Хикокс и Падилла также озвучивали двух Восставших в машинима-сериале Red vs. Blue от студии Rooster Teeth.
28 августа 2009 на основном канале количество подписчиков превысило отметку в 1 млн.
13 июля 2012 на основном канале количество подписчиков превысило отметку в 5 млн.
15 января 2013 Smosh стали самым популярным каналом в мире, обогнав Рэя Уильяма Джонсона (RWJ).
26 мая 2013 на основном канале количество подписчиков превысило отметку в 10 млн.
15 августа 2013 Smosh уступили по количеству подписчиков шведскому летс-плейщику Пьюдипаю.
За январь 2014 на Smosh подписалось свыше 1,1 миллион человек (за один месяц)
6 апреля 2015 на основном канале количество подписчиков превысило отметку в 20 млн.
8 июня 2016 Smosh вышли из топа 3 самых популярных каналов в мире, уступив канадскому певцу Джастину Биберу.
Сейчас Энтони и Иэн имеют на своем канале более 20 млн подписчиков, что делает их десятыми по популярности на YouTube после шведского геймера Феликса Чельберга и чилийского комика Германа Гармендиа.
14 июня 2017 года Энтони решил покинуть Smosh.
20 июня 2023 года Энтони и Иэн объявили, что они выкупили свой канал обратно.

## Фильм
18 сентября 2014 года Lionsgate объявила о том, что полнометражный фильм «Smosh: The Movie» в разработке. Над фильмом работают: режиссёр Алекс Уинтер, сценарист Эрик Фалкольнер с участием Иэна Хикокса и Энтони Падиллы, продюсеры Брайан Робинс и Дон Данн. Главные роли исполняют: Дженна Марблс, Шейн Доусон, Грэйс Хельбиг, Майкл Иен Блэк, Стив Остин и другие. 12 июня вышел официальный трейлер «Smosh: The Movie», также была указана дата выхода самого фильма — 24 июля. Smosh также озвучили персонажей в анимационном фильме «Angry Birds».

## Каналы

### График выхода видео
| Канал                       | Понедельник | Вторник                    | Среда         | Четверг                                                | Пятница                                                           | Суббота                | Воскресенье   |
| --------------------------- | ----------- | -------------------------- | ------------- | ------------------------------------------------------ | ----------------------------------------------------------------- | ---------------------- | ------------- |
| Smosh (главный)             |             |                            |               | Скетч / Flashback with Smosh (для платных подписчиков) | Скетч / Flashback with Smosh + трансляция для платных подписчиков |                        |               |
| Smosh Games (игровой канал) |             |                            | Игровое видео | Игровая трансляция                                     | Игровое видео                                                     |                        | Игровое видео |
| Smosh Pit (второй канал)    |             | Try Not to Laugh Challenge |               | Видео                                                  |                                                                   | Reading Reddit Stories |               |
| SmoshCast (подкасты)        | Smosh Mouth |                            |               |                                                        |                                                                   |                        |               |